# محمد باقری
محمدحسین افشردی (۱۳۳۹ – ۲۳ خرداد ۱۴۰۴) معروف به محمد باقری سرلشکر سپاه پاسداران انقلاب اسلامی بود که در فاصله سال‌های ۱۳۹۵ تا ۱۴۰۴ به‌عنوان سومین رئیس ستاد کل نیروهای مسلح جمهوری اسلامی ایران فعالیت می‌کرد. او در جریان حملات خرداد ۱۴۰۴ اسرائیل به ایران کشته شد.
باقری فعالیت نظامی را از سال ۱۳۵۹ در سپاه پاسداران انقلاب اسلامی آغاز کرد و در طول جنگ ایران و عراق از اعضای این نهاد بود. او در فاصله سال‌های ۱۳۸۱ تا ۱۳۹۳ معاونت اطلاعات و عملیات ستاد کل نیروهای مسلح را برعهده داشت و با حفظ سمت از ۱۳۸۶ تا ۱۳۹۵ به عنوان معاون هماهنگ‌کننده قرارگاه مرکزی خاتم‌الانبیا فعالیت می‌کرد و از ۱۳۹۳ تا ۱۳۹۵ معاون ارکان و امور مشترک ستاد کل بود. او برادر کوچک‌تر حسن باقری است.
وی مدرس دانشگاه تربیت مدرس و از اعضای هیئت علمی دانشگاه عالی دفاع ملی بود. وزارت خزانه‌داری ایالات متحده آمریکا در آبان ۱۳۹۸ وی را در فهرست تحریم‌های خود قرار داد. دولت کانادا وی را به دلیل نقض حقوق بشر در ایران در ۱۱ مهر ۱۴۰۱ تحریم کرد. اتحادیه اروپا نیز در مهر ۱۴۰۱ او را به‌دلیل ارسال پهپاد به روسیه برای استفاده در حمله به اوکراین تحریم کرد.

## زندگی
محمدحسین افشردی در سال ۱۳۳۹ در نزدیکی میدان خراسان تهران زاده شد و دوران کودکی و نوجوانی را در این شهر سپری نمود. اصالت او به روستای افشرد در شهرستان هریس، در استان آذربایجان شرقی می‌رسد. محمد باقری فعالیت در سپاه پاسداران انقلاب اسلامی را از سال ۱۳۵۹ و عضویت در واحد پرسنلی سپاه آغاز کرد و در طول جنگ ایران و عراق از اعضای واحد اطلاعات و عملیات این نهاد بود.
وی در مصاحبه با دفتر نشر آثار و ارزش‌های حسن باقری، نحوه ورود خود به سپاه پاسداران را اینگونه عنوان می‌کند:
از مهر ۱۳۵۹ به مدت ۶ ماه در دانشگاه امیرکبیر درس خواندم. تابستان ۱۳۵۹ که دانشگاه‌ها تعطیل شد، به تشویق برادرم به جهاد شهریار رفتم. جهاد خیلی وقتم را گرفت. قدری در آموزش‌های نظامی وارد شدم و آموزش‌های نظامی قوی‌تری دیدم. پیش‌تر در حادثه کردستان خیلی تلاش کردم که دانشگاه را رها کنم و سراغ سپاه بروم. برادرم (حسن باقری) نگذاشت. گفت: «نه، تو درست را بخوان، حالا وقت پیش می‌آید.» بعد از تعطیلی دانشگاه، دو پایم را در یک کفش کردم که به سپاه بروم. ایشان اصرار داشت که من به صداوسیما بروم. با شوروحالی که داشتم و جو آن‌ روزها، خیلی علاقه داشتم به سپاه بروم. چون از جهت بدنی هم جذب کوه و ورزش بودم، به کار عملیاتی خیلی علاقه داشتم. بنابراین اصرارهای غلامحسین (حسن) نتیجه‌بخش نبود.

بعد از تعطیلی دانشگاه، شروع به ثبت‌نام در سپاه کردم. پذیرشم شروع شد. اردیبهشت یا خرداد ۵۹ که آقای حسین دهقان مصاحبه‌گر بود، با من مصاحبه کرد. هفته بعد، تماس گرفتند و گفتند بیا. به سپاه تهران رفتم، گفتند به ستاد مرکزی برو. در ستاد مرکزی گفتند برو پرسنلی. گفتم: «پرسنلی را نمی‌خواهم، می‌خواهم به عملیات بروم.» گفتند: «به عملیات نیازی نیست.» همان روز اول مرا در پرسنلی گذاشتند و گفتند بنشین مصاحبه کن. مصاحبه‌گر سپاه شدم. دو ماه قبل از جنگ، کار مصاحبه می‌کردم. مرحله آخر ارزیابی بود. بعد از این‌که با افراد مصاحبه می‌کردیم، نتیجه مصاحبه را می‌نوشتیم و به ارزیاب می‌دادیم. ارزیاب کل پرونده را بررسی می‌کرد، سوالاتی را طرح می‌کرد و دوباره به ما می‌داد. یک ماه بعد، ارزیاب شدم. ارزیاب بالاترین مقام در گزینش سپاه بود.
باقری نحوه ورودش به جنگ ایران و عراق را اینگونه شرح می‌دهد:
آخرهای شهریور اصرار کردم یک آموزش پیشرفته کمین‌ و ضدکمین یک‌هفته‌ای در پادگان سعدآباد ببینم. در ۳۱ شهریور، در پادگان آموزشی سعدآباد اخبار گوش می‌دادیم که بمباران‌ها شروع شد. فرودگاه مهرآباد را بمباران کردند. خلاصه دیدیم جنگ شروع شد. عصری به منزل رفتم، مادرم گفت: «برادرت آمد لباسش را جمع کرد و به اهواز رفت.» به ستاد مرکزی سپاه در خیابان پاسداران رفتم. آن‌هایی که علاقه‌مند بودند، دنبال این ‌بودند که به‌ نحوی جبهه بروند. من در معاونت پرسنلی بودم و بحث مسئولین آن‌جا این بود: حالا که جنگ شروع شده، وظیفه جذب نیروی خوب و کارهای پرسنلی رزمنده‌ها خیلی واجب است. ولی من دیگر علاقه و انگیزه‌ای نداشتم. به‌شدت علاقه‌مند بودم به کارهای عملیاتی و جنگ بروم. منتهی هرچه به مسئولین فشار آوردیم، اجازه نمی‌دادند. البته در سپاه مشهور این بود که بچه‌های پرسنلی، عقیدتی و فرهنگی اهل این کارها نیستند. بالاخره نهایت پافشاری‌ها این شد که سه‌چهار تیم برای سروسامان دادن به امور پرسنلی جبهه‌ها اعزام شوند. چون برادرم به اهواز رفته بود، خیلی اصرار برای رفتن به جنوب داشتم. تیم چهار نفره‌ای شدیم و به‌سمت جنوب رفتیم. روز دوم آبان ۵۹ حکم مأموریتی نوشتند که تیمی برای کمک به تشکیلات پرسنلی سپاه در منطقه هشت آن ‌موقع به خوزستان و لرستان اعزام ‌شود. بعدازظهر سوم آبان به اهواز رسیدیم. اهواز خلوت شده بود و باقی‌مانده مردم در حال ترک اهواز بودند. شهر کاملاً حالت جنگ‌زده داشت. البته از حوالی دزفول جاده این‌طور بود. چون دشمن روی ارتفاعات رادار آمده و جسته‌وگریخته جاده را می‌زد. از اندیمشک به بعد به خودروهای معمولی اجازه نمی‌دادند از جاده اصلی‌ تردد کنند. به سپاه خوزستان در میدان چهارشیر اهواز رفتیم. از وسط راه برای همراهانم زمینه‌چینی کرده بودم که من اهل کار پرسنلی نیستم. از همان‌جا با لباس سپاه، فانوسقه، خشاب و تفنگ حالت رزمنده به خودمان گرفتیم. به پایگاه منتظران شهادت (گلف) رفتیم. گلف بسیار بی‌سروسامان و به‌هم ریخته بود. 

ما خودمان را به قسمت پرسنلی معرفی کردیم. مسئول اعزام نیرو آقای سید محمد حجازی بود. ایشان گفت خیلی کار داریم. به رفقا گفتم که کارم با شما تمام شد، شما بروید به کارتان برسید و مرا رها کنید. هرچه گفتند تو مأموریت داری، گفتم مأموریت دیگر چیست، الان جنگ است، چهار نفر با سه نفر فرقی ندارد. آن شب، با آن‌ها خداحافظی کردم. شرایط گلف در آن روزها عجیب و ‌غریب بود. فرض کنید یک‌دفعه ۵۰۰ نفر نیرو با هم می‌رسیدند و هیچ غذایی نبود. گلف یک راهرو با دو سه اتاق بود که اتاق اطلاعات‌ و عملیات، اتاق وضعیت و بیسیم در راهروی کوچکی بود. در طبقه بالا سالن نمازخانه، اعزام نیرو و تدارکات بود. شب که می‌شد، رزمنده‌ها گوش‌تاگوش می‌خوابیدند و جا برای رد شدن نبود. ساعت ۱۱-۱۰ شب می‌خوابیدند و قبل از اذان صبح هم بیدار می‌شدند، چهار پنج ساعت خواب گیرشان می‌آمد. هر گوشه یک کلاسی در حال برگزاری بود. مثلاً از ارتش عده‌ای آموزش می‌دادند. یا بچه‌های قدیمی سپاه که آموزش‌دیده کردستان بودند، در گوشه‌ای نحوه استفاده از موشک تاو، دراگون، نارنجک، تخریب، پیاده، کمین، خمپاره و نقشه‌خوانی و همه‌چیز یاد می‌دادند. در این چند روزی که آنجا بودیم، همه آموزش‌ها را می‌دیدم.
وی نحوه ورودش به واحد اطلاعات عملیات سپاه پاسداران را نیز اینگونه تعریف می‌کند:
در قرارگاه گلف، مجید بهرامی مسئول آموزش بود. تعدادی از بچه‌ها را جمع کرده بود و آموزش می‌داد. به اخوی گفتم: «از پرسنلی آمدم ولی می‌خواهم به کارهای عملیاتی بروم.» ایشان گفت: «بیا در کارهای اطلاعات کمک کن.» گفتم: «نه، فقط عملیات.» گفت: «پس به سوسنگرد برو، یک گروهی معروف به گروه بلالی آنجا داریم.» عراقی‌ها به نزدیک سوسنگرد رسیده بودند، ما هنوز انسجام و سازمانی نداشتیم. این گروه در غرب سوسنگرد به دشمن شبیخون می‌زدند. به این امید که وارد گروه بلالی بشوم، به سوسنگرد رفتم. در سوسنگرد به‌دنبال آقای بلالی گشتم. گفتند آقای بلالی را به‌راحتی نمی‌شود پیدا کرد. آقای بلالی بعدازظهر همان روز یا فردایش با جیپ آمد. با دبدبه و ‌کبکه‌ای مثل عمرمختار. یک شنلی هم روی دوشش بود. گفتم: «آقای بلالی می‌خواهم به گروه شما بیایم.» گفت: «کجا بودی؟» گفتم فلان جا بودم. معلوم شد به‌این‌راحتی‌ها ما را نمی‌پذیرد. قیافه ما هم بچه‌سال بود. گفت: «خیلی خوب، شما اول به اطلاعات‌ عملیات برو.» یکی‌دو روز سوسنگرد بودم. به ‌اطراف آشنا شدم و به اهواز برگشتم. در گلف به اطلاعات عملیات کمک می‌کردم و یک‌ هفته آموزش‌ دیدم. تقریباً در آن دوره، چهار ماه جبهه بودم. در این چهار ماه، مدتی به سوسنگرد و مدتی هم به آبادان رفتم. قبل از محاصره سوسنگرد یک‌هفته‌ای با بچه‌های اطلاعات‌عملیات و چند نفر از عرب‌های محلی به شناسایی می‌رفتیم.

## تغییر نام
محمد باقری، برادر کوچکتر حسن باقری (غلامحسین افشردی)؛ نخستین مسئول اطلاعات و عملیات سپاه است. او در مورد علت تغییر نام خانوادگی از افشردی به باقری، این توضیح را داده است:
ماه اول جنگ به اهواز رفتم و در جبهه خوزستان حاضر شدم، اخوی به من تذکر دادند که نام من در جبهه برای عدم شناسایی، به حسن باقری تغییر کرده است، تو اسمت افشردی است، مثلاً پسرخاله‌ایم، قاطی نکنی. من سعی کردم با اسم واقعی خود حرکت کنم، ولی به اندازه‌ای شباهت چهره ما زیاد بود، که همه متوجه می‌شدند ما برادر هستیم. در عین حال غلامحسین خیلی اصرار داشت که اسمش مشخص نشود. برای اینکه اسم ایشان فاش نشود، من نیز تغییر نام دادم و شدم محمد باقری و به احترام اخوی، این اسم برای ما باقی ماند. داود کریمی (مسئول وقت عملیات جنوب) بعدها با ما شوخی می‌کرد و می‌گفت: «برادر پسرخاله.»

## تحصیلات
محمد باقری در زمان وقوع انقلاب، در سال آخر دبیرستان تحصیل می‌کرد. پس از وقوع انقلاب به سمت مسیر دروس فنی دانشگاه رفت و در رشته مهندسی مکانیک دانشگاه پلی‌تکنیک پذیرفته شد و تا انقلاب فرهنگی نیز در دانشگاه مشغول تحصیل بود، اما از زمانی که دانشگاه‌ها در بهار ۱۳۵۹ به سبب انقلاب فرهنگی تعطیل شدند، او نیز از تابستان سال ۱۳۵۹ در سپاه مشغول به فعالیت شد.
باقری دارای مدرک دکتری جغرافیای سیاسی از دانشگاه تربیت مدرس بود و از اعضای سابق هیئت علمی دانشگاه عالی دفاع ملی بود. او به‌عنوان مدرس دانشگاه عالی دفاع ملی و دانشگاه تربیت مدرس نیز فعالیت می‌کرد. باقری به همراه محمدباقر قالیباف، سید یحیی رحیم‌صفوی و غلامعلی رشید، از مؤسسان انجمن ژئوپلیتیک ایران به‌شمار می‌رود.

## فعالیت‌ها
محمد باقری در دوران جنگ ایران و عراق، مسئولیت‌هایی را بر عهده داشت و پس از پایان جنگ ایران و عراق، فعالیت خود را در ستاد کل نیروهای مسلح ادامه داد.

### سوابق نظامی
عمده فعالیت‌های نظامی محمد باقری به شرح ذیل بوده است:
- نیروی عملیاتی در مراحل اولیه جنگ ایران و عراق
- مسئول اطلاعات لشکرهای سپاه پاسداران انقلاب اسلامی: از سال ۱۳۵۹
- مسئول اطلاعات و عملیات نیروی زمینی سپاه پاسداران: از سال ۱۳۶۲ تا پایان جنگ ایران و عراق
- مسئول اطلاعات قرارگاه کربلا: از سال ۱۳۶۲ تا پایان جنگ ایران و عراق
- مسئول اطلاعات قرارگاه مرکزی خاتم‌الانبیا: از سال ۱۳۶۲ تا پایان جنگ ایران و عراق
- رئیس اداره اطلاعات ستاد کل نیروهای مسلح جمهوری اسلامی ایران
- معاون اطلاعات و عملیات ستاد کل نیروهای مسلح جمهوری اسلامی ایران: از ۱۳۸۱ تا ۱۳۹۵
- رئیس ارکان و امور مشترک ستاد کل نیروهای مسلح جمهوری اسلامی ایران
- معاون هماهنگ‌کننده قرارگاه مرکزی خاتم‌الانبیا: از سال ۱۳۸۶، باقری به عنوان معاون هماهنگ‌کننده قرارگاه مرکزی خاتم‌الانبیاء منصوب شد.
- طراح عملیات‌های برون‌مرزی: محمد باقری در طراحی و تصویب عملیات حمله به خاک عراق در سال ۱۳۷۵، با هدف مقابله با گروه‌های تروریستی، نقش داشت.
- ریاست ستاد کل نیروهای مسلح جمهوری اسلامی ایران: از ۸ تیر ماه ۱۳۹۵، با حکم علی خامنه‌ای، محمد باقری به عنوان جایگزین سرلشکر حسن فیروزآبادی، به ریاست ستاد کل منصوب شد و تا زمان مرگش یعنی ۲۳ خرداد ۱۴۰۴، عهده‌دار این مسئولیت بود.

### سوابق علمی
عمده فعالیت‌های علمی و آکادمیک محمد باقری به شرح ذیل بوده است:
- مدرک دکتری در رشتۀ جغرافیای سیاسی از دانشگاه تربیت مدرس
- عضو هیئت علمی دانشگاه عالی دفاع ملی با مرتبه استاد تمامی
- تدریس در دانشگاه عالی دفاع ملی با مرتبه استاد تمامی
- تدریس در دانشگاه تربیت مدرس
- عضو قطب علمی جغرافیای سیاسی کشور
- عضو هیئت مؤسس انجمن ژئوپلیتیک ایران
- نویسنده ده‌ها مقاله علمی در زمینه ژئوپلیتیک و جغرافیای سیاسی

## درجه نظامی

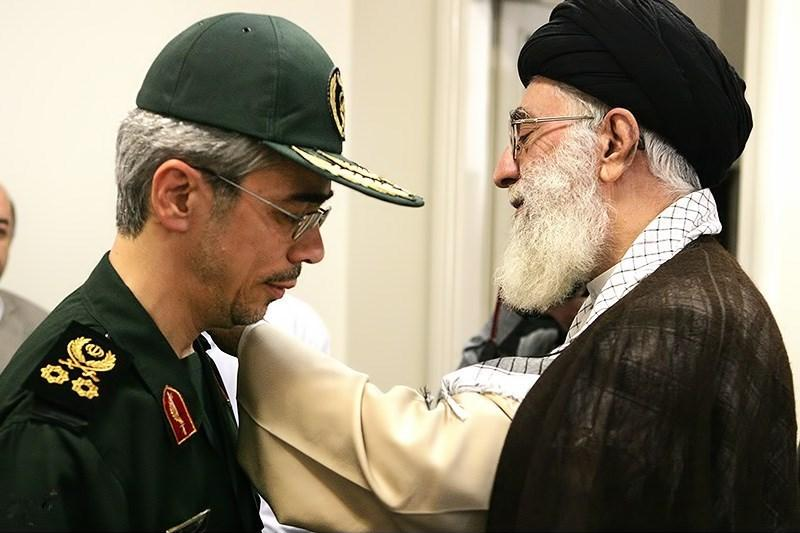
محمد باقری هنگام دریافت درجه سرلشکری از رهبر جمهوری اسلامی ایران در سال ۱۳۸۷

باقری در سال ۱۳۸۷ همراه با مصطفی ایزدی، درجه سرلشکری دریافت کرد. او از معدود فرماندهان نظامی ایرانی است، که پیش از رسیدن به فرماندهی کل سپاه، فرماندهی کل ارتش یا ریاست ستاد کل نیروهای مسلح، به درجه سرلشکری ارتقا یافت.

## نقش امنیتی در غرب کشور
محمد باقری به خاطر تجربه حضور در بخش‌های اطلاعاتی و عملیاتی نیروهای مسلح، در بررسی و تصویب طرح‌هایی چون حمله به عمق ۱۰ کیلومتری خاک عراق، در سال ۱۳۷۵ جهت مبارزه با حزب کومله کردستان و حزب دموکرات کردستان عراق و تحرکاتی که در غرب ایران انجام می‌دادند، نقش داشت. در آن زمان، سپاه پاسداران عملیاتی به فرماندهی احمد کاظمی طراحی و اجرا کرد، که به مرکزیت این مجموعه‌ها و مقر اصلی آن‌ها حمله و حدود ۲۰۰ دستگاه خودرو اعم از توپ، نفربر و خمپاره‌انداز، توسط نیروهای مسلح ایران ضبط شد. در این عملیات واحدهای پیاده این حزب‌ها نیز، به اسارت نیروهای ایرانی درآمدند.

## نامه به خاتمی

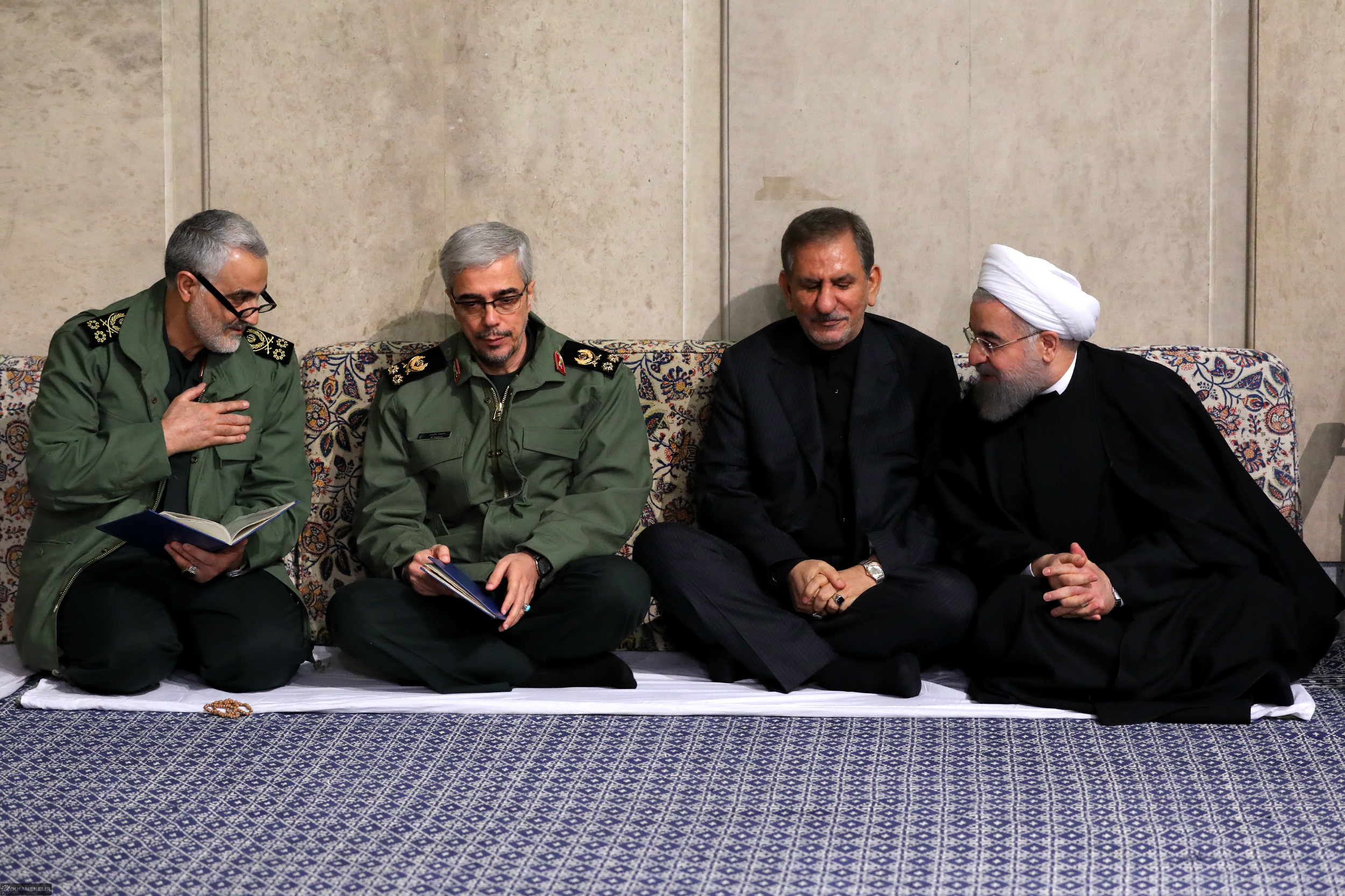
به همراه قاسم سلیمانی، اسحاق جهانگیری و حسن روحانی در مراسم ختم اکبر هاشمی رفسنجانی، دی ۱۳۹۵

چند روز پس از نا آرامی‌های کوی دانشگاه تهران، روزنامه کیهان نامه محرمانه جمعی از فرماندهان سپاه به محمد خاتمی ریاست‌جمهوری اسلامی ایران را منتشر کرد. فرماندهان امضاءکننده نامه در پایان به خاتمی نوشته بودند که:
با کمال احترام و علاقه به حضرت‌عالی اعلام می‌داریم کاسهٔ صبرمان به پایان رسیده و تحمل بیش از آن را در صورت عدم رسیدگی، بر خود جایز نمی‌دانیم.
محمد باقری از جمله امضا کنندگان این نامهٔ تهدیدآمیز بود، که ۲۴ نفر از فرماندهان ارشد سپاه، پس از حوادث مربوط به حمله به کوی دانشگاه تهران (۱۸ تیر ۱۳۷۸) به محمد خاتمی نوشته بودند. نامه فرماندهان به خاتمی بازتاب گسترده‌ای داشت و بسیاری ناظران، آن را تهدیدی علیه ریاست جمهوری اسلامی ایران دانستند.

## ستاد کل نیروهای مسلح

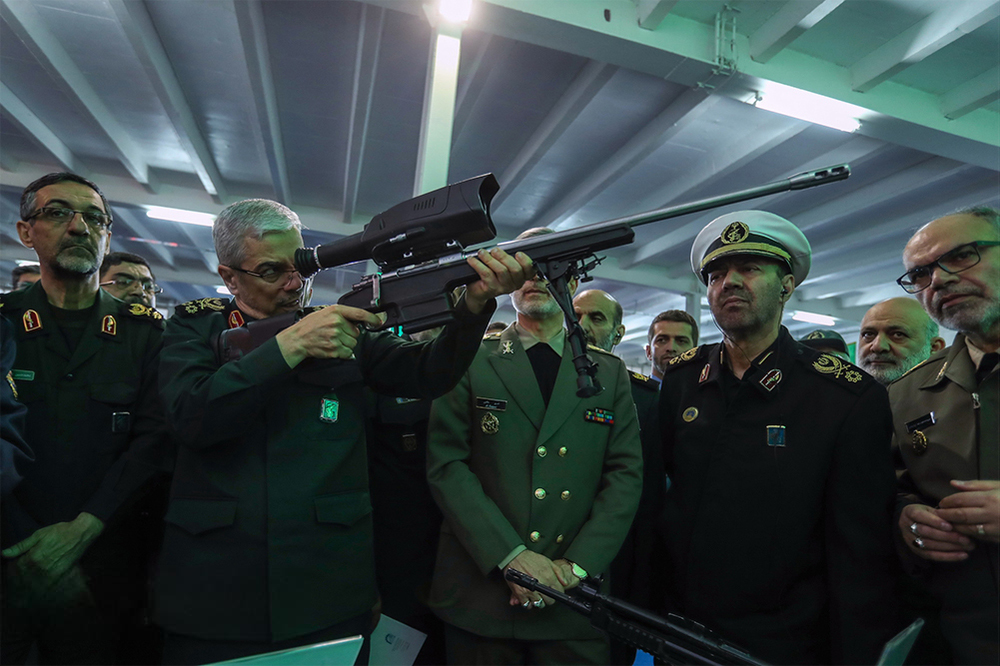
محمد باقری در نمایشگاه دستاوردهای دفاعی سازمان صنایع دفاع، ۱۴ آذر ۱۳۹۸.

محمد باقری از ۸ تیر ۱۳۹۵ با حکم سید علی خامنه‌ای، جایگزین سید حسن فیروزآبادی در جایگاه ریاست ستاد کل نیروهای مسلح جمهوری اسلامی ایران شد. او پیش از این در سمت معاون اطلاعات و عملیات و معاون ارکان و امور مشترک ستاد کل نیروهای مسلح فعالیت می‌کرد.
محمد باقری از سال ۱۳۸۱ تا سال ۱۳۹۵، به‌ عنوان معاون اطلاعات و عملیات ستاد کل و معاون هماهنگ‌کنندۀ قرارگاه مرکزی خاتم‌الانبیا، به نوسازی ساختارهای اطلاعاتی و عملیاتی نیروهای مسلح جمهوری اسلامی ایران پرداخت. باقری در دورانی که ریاست ستاد کل را بر عهده داشت (از ۸ تیر ۱۳۹۵ تا ۲۳ خرداد ۱۴۰۴) در انسجام اطلاعاتی، توسعه موشکی، تقویت توان سایبری و پیشبرد عملیات‌های فرامرزی نقش داشت.
اقدامات باقری در دوران ریاست ستاد کل، از جمله تقویت زیرساخت‌های سایبری و توسعۀ فناوری‌های بومی، مانند پهپادها و سامانه‌های موشکی بود. راه‌اندازی انجمن ژئوپلیتیک ایران، از جمله اقدامات او بود.

## تفکرات

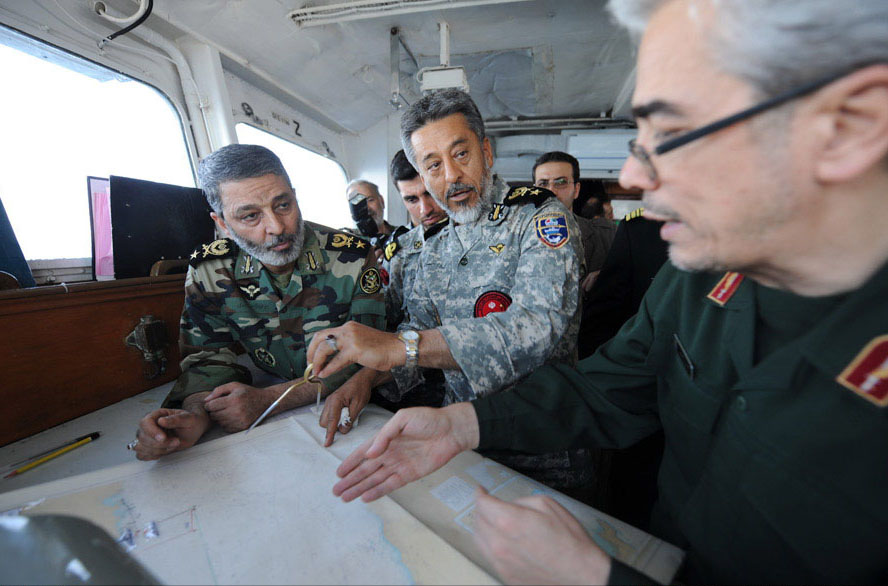
باقری در حال بحث با عبدالرحیم موسوی و حبیب‌الله سیاری در رزمایش آبی ولایت - ۹۰.

یکی از موضوعاتی که دربارهٔ باقری مطرح می‌شود، نظریه‌های استراتژیک وی مثل طرح توسعه سواحل مکران و حتی نگاه آینده نگرانه تا قطب جنوب است. وی در جایگاه معاونت ارکان و امور مشترک ستاد کل نیروهای مسلح، این ایده را در اختتامیه همایش توسعه ملی سواحل مکران و اقتدار دریایی ایران که در چابهار برگزار شد، مطرح کرد:
ما از سواحل مکران، دسترسی مستقیم به آب‌های آزاد و بدون وجود هیچ خشکی در سر راه، به قطب جنوب داریم و می‌توانیم طبق قوانین بین‌المللی در بخشی از قطب جنوب هم ادعای حاکمیت کنیم.

### جنگ
باقری در شنبه شب ۵ مهر ۱۳۹۹ در ابتدای یک برنامه تلویزیونی در شبکه یک صدا و سیمای جمهوری اسلامی ایران در پاسخ به چرایی وقوع جنگ ایران و عراق گفت:
«جنگ پدیده شوم و نامناسبی است که انسان ذاتا نباید به آن علاقه داشته باشد به ویژه ملت ایران که دارای تاریخ بزرگی هستند. این جنگ (ایران و عراق)، جنگی بود که به ملت ایران تحمیل شد. چرا که با بررسی تاریخ ۲۰۰ ساله ایرانیان مشاهده می‌کنیم که ملت ایران هیچ‌گاه به هیچ‌جا چشم‌ طَمَع نداشته و هیچ‌گاه هم آغازگر جنگ نبوده است، جنگ هشت ساله هم یک جنگ تحمیلی بود که طی آن ما فقط در حال دفاع بودیم.»— برنامه نگاه یک، شبکه یک، سیمای جمهوری اسلامی ایران، شنبه شب ۵ مهر ماه ۱۳۹۹.

## تحریم

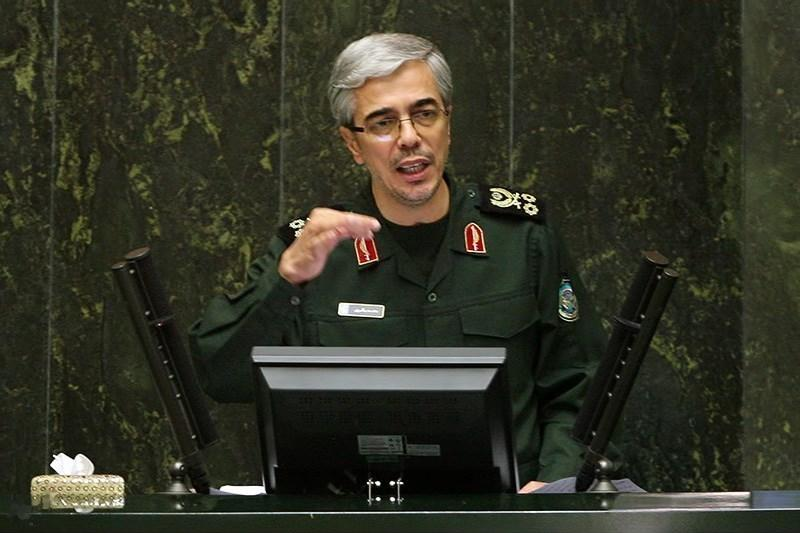
محمد باقری در حال سخنرانی در مجلس شورای اسلامی.

در تاریخ ۱۳ آبان ۱۳۹۸ محمد باقری به همراه ۹ نفر دیگر از نظامیان عالی‌رتبه ایران، در فهرست تحریم‌های وزارت خزانه‌داری آمریکا قرار گرفتند. این افراد بنا بر اعلام دولت آمریکا، در حملات تروریستی لبنان و آرژانتین دست داشتند. بر اساس بیانیه وزارت خزانه‌داری ایالات متحده آمریکا، محمدحسین باقری توسط سید علی خامنه‌ای به عنوان رئیس ستاد کل نیروهای مسلح جمهوری اسلامی ایران منصوب شده است. این ستاد عالی‌ترین نهاد نظامی در ایران است و مسئولیت اجرای سیاست‌ها و هماهنگی و نظارت بر فعالیت‌های نیروهای مسلح از جمله سپاه پاسداران انقلاب اسلامی را بر عهده دارد.
 در روز دوشنبه ۱۱ مهر ۱۴۰۱ دولت کانادا محمد حسین باقری را به دلیل نقض حقوق بشر در ایران و «بی‌توجهی آشکار به جان انسان‌ها» تحریم کرد و اموال و دارایی او را بلوکه خواهد کرد و به وی اجازه ورود به کانادا داده نخواهد شد.
 پنج‌شنبه ۲۸ مهر ۱۴۰۱ اتحادیه اروپا، صنایع هوایی شاهد سپاه پاسداران را همراه با محمدحسین باقری و دو مقام ارشد سپاه پاسداران به‌دلیل ارسال پهپاد به روسیه برای استفاده در جنگ اوکراین تحریم کرد. این افراد اجازه ورود به اتحادیه اروپا را ندارند و در صورت داشتن اموال و دارایی در اتحادیه اروپا مسدود خواهد شد.
وی در واکنش به این تحریم، به اتحادیه اروپا گفت:
اما یک پیشنهاد انسان‌دوستانه به اتحادیه اروپا دارم، از امروز به آن‌ها وکالت می‌دهم در اجرای تحریمی که تدارک دیده‌اند، مجازند همه اموال و دارایی‌های محمدحسین باقری در بانک‌های سراسر جهان را شناسایی و مصادره و صرف خرید ذغال‌سنگ برای شهروندان اروپایی کنند، زمستان سختی در پیش است.
 در آبان ۱۴۰۱ دولت سوئیس محمد حسین باقری را به همراه یک شرکت و دو مقام دیگر به خاطر حمایت ایران از جنگ روسیه و اوکراین تحریم کرد.

## تألیفات
محمد باقری تألیفاتی در زمینه‌های ژئوپلیتیک قفقاز، منطقه غرب آسیا و حقوق بین‌الملل دریایی در خلیج فارس و تنگه هرمز دارد که از این تألیفات می‌توان به موارد ذیل اشاره کرد:
- بررسی و تحلیل ره‌نامه جنگ پیشگیرانه آمریکا در آسیای جنوب غربی
- تعیین عوامل مؤثر بر اصول ره‌نامه عملیاتی نیروهای زمینی جمهوری اسلامی ایران در نبرد همطراز و ناهمطراز
- راهبردهای نظامی مقابله با جنگ احتمالی آیندهٔ آمریکا علیه جمهوری اسلامی ایران در خلیج فارس
- کارکرد الگوی بازدارندگی طالبان در جنگ پیشگیرانه آمریکا علیه افغانستان در سال ۲۰۰۱ (با تأکید بر عوامل داخلی افغانستان)
- تبیین شاخص‌های مؤثر در مدیریت مرزها
- تهدیدهای ژئوپلیتیکی مؤثر بر تدوین راهبرد دفاعی ج.ا. ا در قبال ترکیه
- تأثیر عوامل ژئوپلیتیکی شیعه بر توسعه نفوذ انقلاب اسلامی
- تعیین عوامل ژئوپلیتیک ترکیه مؤثر بر تدوین راهبرد دفاعی جمهوری اسلامی ایران
- امنیت پایدار در منطقه ژئوپولیتیکی خلیج فارس در پرتو ناپایداری نیروهای همگرا و واگرا ساز
- تبیین مرزهای فضای رایانه‌ای و راهبرد مدیریتی آنها
- ساختار نظام قدرت منطقه‌ای در خاورمیانه (با تأکید بر کشورهای برتر منطقه)
- الگوی نظری طراحی راهبرد دفاعی مبتنی بر عوامل ژئوپلیتیکی
- بررسی میزان مطابقت و تفاوت‌های قانون مناطق دریائی جمهوری اسلامی ایران در خلیج فارس و دریای عمان (۱۳۷۲) با کنوانسیون حقوق دریاها (۱۹۸۲)
- تحلیل ژئوپلیتیک قفقاز؛ بستری برای تدوین سیاست خارجی مناسبتر در منطقه
- تعیین عوامل ژئوپلیتیک ترکیه مؤثر بر تدوین راهبرد دفاعی جمهوری اسلامی ایران
- تبیین برآیند سیاسی واگذاری بهره‌برداری از سواحل مکران به سرمایه‌گذاری داخلی

## جایزه‌ها و نشان‌های افتخار
این بخش شامل نشان‌ها و جایزه‌های رسمی محمد باقری است که بر روی لباس همسان او نصب می‌شُد. جایزه‌های غیرنظامی و غیررسمی او، در اینجا ذکر نشده است.
| آرم‌های بازو          |
| ستاد کل نیروهای مسلح |

### نوار نشان‌ها
|  |  |  |
|  |  |  |

### نام نشان‌ها
|                  | نشان فتح درجه یک |                  |
| نشان نصر درجه دو | نشان فتح درجه سه | نشان فتح درجه سه |

## مرگ

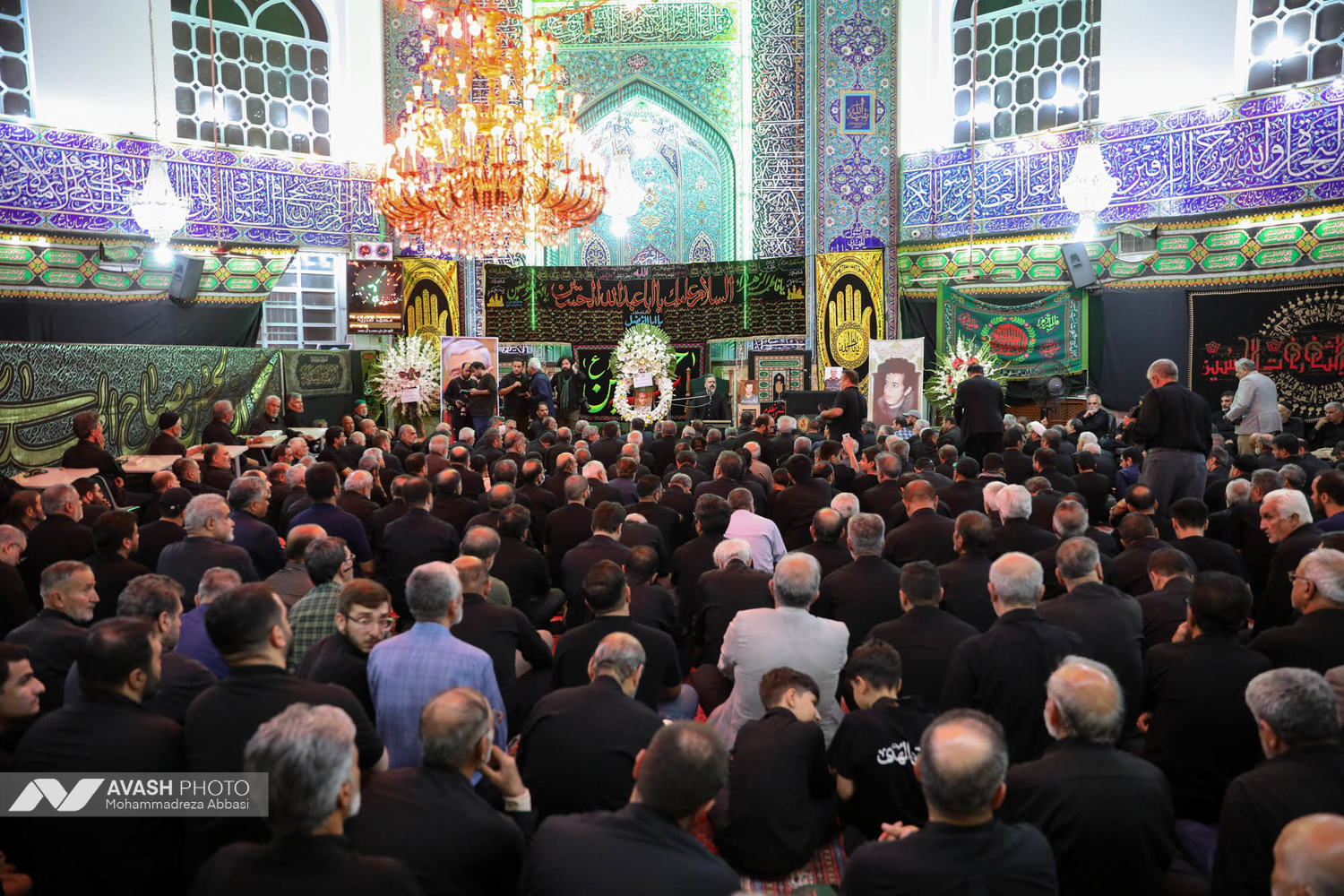
مراسم بزرگداشت سپهبد محمد باقری، سه‌شنبه ۱۷ تیر ماه ۱۴۰۴، مسجد صدریه، تهران.

مراسم بزرگداشت چهلمین روز درگذشت سپهبد محمد باقری، «مسجد حضرت امیر (ع)» واقع در منطقه «امیرآباد» تهران، عصر پنج‌شنبه ۲ مرداد ۱۴۰۴.

باقری در سحرگاه روز جمعه ۲۳ خرداد ۱۴۰۴، طی حملات هوایی اسرائیل به ایران، در منزل مسکونی خود مورد هدف قرار گرفت و به همراه همسرش اشرف باقری و دخترش فرشته باقری کشته شد.
پیکر «محمد باقری» (افشردی) به همراه پیکر همسرش «اشرف افشردی» و پیکر دخترش «فرشته افشردی»، در قطعۀ ۲۴ گلزار شهدای بهشت زهرای تهران به خاک سپرده شد.

### مراسم بزرگداشت
مراسم بزرگداشتی نیز برای محمد باقری در روز سه‌شنبه ۱۷ تیر ماه ۱۴۰۴، در مسجد صدریه تهران برگزار شد. این مراسم با حضور فرماندهان، مقامات و مسئولان لشکری و کشوری و مردم تهران در شامگاه سه‌شنبه ۱۷ تیر ماه ۱۴۰۴، در مسجد صدریه تهران برگزار گردید.

### مراسم چهلمین روز
مراسم چهلمین روز درگذشت «محمد باقری» و همسر و دختر وی، «اشرف افشردی» و «فرشته افشردی»، در عصر پنج‌شنبه ۲ مرداد ۱۴۰۴، با حضور رییس مجلس شورای اسلامی و رییس ستاد کل برگزار شد.
در این مراسم محمدباقر قالیباف رئیس مجلس شورای اسلامی، سرلشکر عبدالرحیم موسوی رئیس ستاد کل نیروهای مسلح، سرلشکر امیر حاتمی فرمانده کل ارتش، اسماعیل قاآنی فرمانده نیروی قدس سپاه پاسداران انقلاب اسلامی، حسین سیمایی صراف وزیر علوم، تحقیقات و فناوری، سرلشکر محمد پاکپور فرمانده کل سپاه پاسداران، سرتیپ حمید واحدی فرمانده نیروی هوایی ارتش، عبدالله حاجی صادقی نماینده ولی فقیه در سپاه پاسداران، عبدالعلی گواهی رئیس عقیدتی سیاسی ستاد کل، فتح‌الله جعفری رئیس بنیاد حفظ آثار حسن باقری، ابوالقاسم فروتن مسئول ‌دفتر رئیس ستاد کل نیروهای ‌مسلح و حسین رحیمی رئیس پلیس امنیت اقتصادی ایران در «مسجد حضرت امیر» واقع در منطقه «امیرآباد» تهران، حضور یافتند.

## یادداشت
1. ↑  پس از ترور، به سپهبد پاسدار ترفیع داده‌شد.